# BandLab
BandLab — це безкоштова онлайн Digital Audio Workstation (DAW) від BandLab Technologies із функціями соціальної мережі та функціями розповсюдження для спільного створення музики, обміну нею та продажу. Її також можна використовувати без співпраці.    Вона може працювати на багатьох різних платформах у веб-браузері або за допомогою окремої програми, доступної для iOS та Android . У січні 2023 року в BandLab було 60 мільйонів користувачів. 

## Особливості
BandLab — це програма початкового рівня для створення пісень у різних жанрах. 
- Безкоштовні попередньо встановлені ефекти аудіо та вокалу, які дозволяють користувачам змінювати звучання вокалу та інші звуки аудіодоріжок, наприклад бас у стилі фанк 70-х, або автоматичне звучання вокалу та інші звуки певного жанру. Попередні налаштування завантажують і редагують безкоштовні ефекти, які постачає BandLab, налаштовуючи їх на певні параметри для досягнення вибраного звуку. [7] [8] [9]

- BandLab постачається з безкоштовною корекцією висоти вокалу, безкоштовною драм-машиною, семплером, синтезаторами, імітаціями гітарного підсилювача, пресетами ефектів реверберації тощо. У пресетах BandLab використовуються ефекти, до яких кожен може отримати безкоштовний доступ. [10]

- Безкоштовний мастеринг міксів з вибором звуку, такі як шум стрічки.

- Безкоштовний хостинг музичних творів, подібно до Soundcloud.

- Безкоштовні семпли
- Розповсюдження музики за планом розподілу роялті 80/20 для безкоштовних облікових записів і 100% для членів.
- Додаткові функції доступні за підпискою в BandLab.

## Історія
У 2016 році BandLab придбала музичну компанію Composr і перетворила її на платформу BandLab, а також перевела персонал до BandLab.  У 2022 році Mix Online повідомляв, що BandLab DAW залучила 65 мільйонів доларів фінансування для розширення. 
Платформа BandLab виступила спонсором церемонії нагород NME Awards 2022, яка мала назву «The BandLab NME Awards 2022».  У 2023 році Лу Тайлер розповів Rolling Stone, що пісня «Back Flippin'» була записана та створена в BandLab.  У січні 2024 року d4vd дав інтерв’ю Rolling Stone, у якому розповів, що його ранні пісні були створені в BandLab. 

## Підтримувані формати файлів та інтерфейси
| Веб-студія BandLab підтримує файли MIDI, mp3, mp4, wav, aac, m4a та ogg.       | BandLab на iOS підтримує файли MIDI, mp3, m4a та wav. | BandLab на Android підтримує файли MIDI, 16/24-біт mp3 і 16-біт wav. |
| Експорт                                                                        |                                                       |                                                                      |
| Веб-студія BandLab підтримує MIDI, 128/192/320 кбіт/с mp3 і 16-бітні файли wav | BandLab на iOS і Android підтримує файли m4a          |                                                                      |
| Інтерфейси                                                                     |                                                       |                                                                      |
| USB, гніздо Lightning, гніздо для мікрофона, гніздо лінійного входу            |                                                       |                                                                      |

## Мінімальні системні вимоги
- Android 7.0 або вище
- iOS 14 або вище
- Версія браузера – комп’ютер, який може запускати останню версію Microsoft Edge, Google Chrome, Mozilla Firefox або будь-який браузер на базі Chromium .
- Інтернет: для синхронізації в BandLab потрібне підключення до Інтернету.

## Відомі виконавці BandLab
- D4vd
- ThxSoMch
- CThruRio